# Тереза Батиста, уставшая воевать
Тереза Батиста, уставшая воевать (порт. Teresa Batista Cansada da Guerra, на русском языке выходил также как Тереза Батиста, Сладкий Мёд и отвага) — роман Жоржи Амаду в жанре «магического реализма». Опубликован в 1972 году, переведён на множество языков, включая немецкий, арабский, корейский, словацкий, словенский, испанский, французский, греческий, иврит, английский, голландский, итальянский, норвежский, польский и турецкий. Русский перевод впервые опубликован в 1975 году.

## Содержание
Роман обладает нелинейным сюжетом, его структурные части расположены в мозаичном порядке, но в каждой части выдержана хронологическая последовательность. Время действия — условная современность, охватывающая жизнь Терезы Батисты с 12 до 26 лет (приблизительно 1950-е — 1960-е годы). Место действия — сертаны, Баия, Аракажу, Эстансия. Каждая часть вводится авторским предисловием (названия приводятся по переводу Ю. Калугина, число глав по несокращённому переводу Л. Бреверн).

### Дебют Терезы Батисты в кабаре Аракажу
Часть включает 17 глав. Тереза Батиста — «Сверкающая Звезда самбы», дебютирует в кабаре Аракажу, и упорно отказывает своим поклонникам в близости, в том числе хозяину кабаре. Ближайший её друг — народный защитник (адвокат без диплома) Лулу Сантус, привлекает Терезу, чтобы защитить от мошенничества Жоану дас Фольянс, у которой, пользуясь её неграмотностью, хотят отнять землю по подложной долговой расписке. Тереза в кратчайший срок обучает старую Жоану грамоте, процесс выигран. Тереза влюбляется в моряка Жуанарио Жереба, но счастье их было недолгим — Жуанарио нужно плыть дальше. Вдобавок, у него тяжело больная жена, которую он не может бросить.

### Как девушка пролила кровь капитана
Часть включает 41 главу. В 12-летнем возрасте сироту Терезу Батисту продала её родная тётка за 1½ конто наличными и открытый счёт в лавке. Хозяином Терезы стал капитан Жусто — Жустиниано Дуарте да Роза, известный садизмом и патологической страстью к девственницам в возрасте до 14 лет. Описана также трагическая история его 14-летней жены — чахоточной Дорис Курвело, которую муж довёл до смерти всего за 10 месяцев. Тереза провела в сексуальном рабстве у Жусто два года, ежедневно подвергаясь унижениям и избиениям. Обнаружив, что она умеет считать и каллиграфически писать, Жусто определяет Терезу в свою лавку, куда её красота привлекает массу клиентов. Тереза влюбляется в легкомысленного красавца Даниэла, который, чтобы добиться благосклонности Терезы, даже обещал ей устроить побег. Когда любовников застаёт капитан Жусто, Тереза убивает его ножом для разделки солонины. Даниэл, однако, на суде валит всю вину на Терезу, и она отправляется в тюрьму.

### Повествование о том, как Тереза Батиста сражалась с чёрной оспой
Часть выстроена в традиционном бразильском фольклорном жанре АВС. Каждая глава этой части начинается с порядковой буквы алфавита (в русском переводе — 25). После смерти своего главного покровителя и учителя — дона Эмилиано Гедеса, Тереза приняла приглашение молодого доктора Ото Эспиньейра исполнять роль его любовницы на время стажировки в Букиме, чтобы не подвергаться атакам свах и местных девиц на выданье. К моменту их прибытия начинается эпидемия чёрной оспы. Имеющийся медицинский персонал опрометью бежит куда угодно, одна Тереза мобилизовала местных проституток и в одиночку провела вакцинацию целого округа. Став самой популярной личностью в городе, она отвергает все предложения взять её на содержание, и уезжает.

### Ночь, когда Тереза Батиста спала со смертью
Включает 38 глав. Хронологически действие этой части укладывается в два дня, но воспоминания Терезы Батисты охватывают период в 6 лет. Ещё когда Тереза была рабыней капитана Жусто, в неё влюбился всесильный глава клана Гедесов — дон Эмилиано, владелец сахарного завода в Кажазейрасе, банков в Баие и Сержипи, экспортно-импортной фирмы. После убийства Жусто Терезу вытащил из тюрьмы Лулу Сантус, но ей пришлось поступить в публичный дом, откуда её забрал Эмилиано. Вместе они прожили 6 лет: Эмилиано не торопясь возвращал Терезе человеческое достоинство, занимался её образованием. Он купил дом в Эстансии, где и жил вместе с Терезой, не скрывая их отношений. Однако он заставил Терезу сделать аборт, когда она забеременела от него. В самом конце, анализируя свою жизнь, дон Эмилиано понимает, что хотел бы, чтобы именно Тереза стала его женой — но слишком поздно. В ту же ночь Эмилиано умирает в её объятиях в возрасте 65 лет. Терезе приходится отправляться в Аракажу, где она становится актрисой кабаре.

### Тереза Батиста сбрасывает смерть в море
Самая большая по объёму часть (включает 75 глав). Тереза, страдая от разлуки с Жуанарио, прибывает в Баию. Там она узнаёт, что её Жану погиб в море (перед этим умерла его жена). Тереза решает вернуться к ремеслу проститутки, несмотря на то, что её желает взять в жёны добродетельный вдовец-пекарь Алмерио дас Невес. Как раз в это время коррумпированные городские власти начинают борьбу с публичными домами, чтобы избавиться от конкурентов, а заодно приобрести популярность у консервативной части жителей города. Тереза организует забастовку проституток, и одолевает полицию и власть военной хунты. На её стороне — присутствие в городе американской эскадры, моряки с которой жаждут развлечений, а город жаждет их долларов. В конце романа Жуанарио оказывается живым и возвращается к Терезе.

## Литературные особенности
По мнению Ю. Дашкевича, роман целиком выстроен на основе бразильского фольклора. Сам Ж. Амаду также признавал, что этот роман — самая его серьёзная попытка создать произведение в жанре народных баиянских сказаний. Отсюда — нарочито грубоватый, натуралистический стиль повествования, подчас становящийся слащавым. В романе (особенно пятой части) сильны элементы мифологии кандомбле и притчи. С фольклорным жанром перекликаются и заглавия частей романа, имеющие аналог и в старой русской лубочной литературе.
Жоржи Амаду, как и обычно, серьёзно относился к своим персонажам: так, одно из писем к Ю. Дашкевичу он подписал «Отец Терезы Батисты». На страницах романа множество героев, выведенных под собственными именами: таковы все упомянутые художники и поэты. В романе действует популярный баиянский композитор Доривал Коимми, сочинивший позднее модинью — популярную песню о Терезе Батисте. В пятой части романа действует брат писателя — Жамес Амаду, а также дона Зелия Гаттаи — супруга автора, которая преподносит Терезе Батисте подарок от доны Лалу — матери Жоржи Амаду.

## Основные издания на русском языке
- Начало романа в переводе Ю. Калугина публиковалось в журнале «Иностранная литература» (1975, № 11, 12).
- Амаду Жоржи. Тереза Батиста, уставшая воевать: Роман. Перевод с португальского // Роман-газета. — № 13 (827). — 1977. — 96 с.
- Амаду Ж. Тереза Батиста, уставшая воевать: Роман / Пер. с порт. Ю. Калугина // Собрание сочинений в 3 т. — Т. 2. — СПб.: Химия 1992. — 304 с.
- Амаду Ж. Тереза Батиста, Сладкий Мед и Отвага. Роман. Серия: Палитра. — М.: Локид, 1997. — 477 с.
- Амаду Ж. Тереза Батиста, уставшая воевать / Пер. Л. Бреверн. Серия: Книга на все времена. — М.: АСТ, Астрель, 2011. — 446 с.

## Экранизация
Весной 1992 года телекомпания Globo выпустила 28-серийную теленовеллу по мотивам романа. Режиссёр — Паулу Афонсу Грисоли. В роли Терезы — Патрисия Франка, Жану Жеребы — Умберто Мартинс, полковника Эмилиано — Жоржи Дория, капитана Жусто — Эрсон Капри.
Режиссёр сохранил все сюжетные линии, но расположил их в хронологическом порядке. Действие было целиком перенесено в Баию. В октябре 1992 года сериал был показан в Португалии. В марте 2016 года он был выпущен на DVD компанией Loja Globo.